# Dag zomer, dag kind
Dag zomer, dag kind is een hoorspel van John Reeves. De Süddeutscher Rundfunk zond het op 25 mei 1960 uit onder de titel Strand der Fremden. Er zijn twee Nederlandstalige versies van, in de vertaling van Dick Poons.

## Rolbezetting

### Eerste versie (1971)
De AVRO zond de eerste uit op 18 november 1971, van 21:30 uur tot 22:30 uur (met een herhaling op donderdag 22 juni 1978). De regisseur was Jacques Besançon.
- Bob Verstraete (verteller)
- Lex van Delden (Charlie)
- Emmy Lopes Dias (tante Edith)
- Johan Schmitz (Popescu)
- Huib Orizand (meneer McAndrew)
- Fé Sciarone (mevrouw McAndrew)
- Hans Veerman (Redwell)
- Hans Karsenbarg (Clarence)
- Brûni Heinke (juffrouw Ogilvie)

### Tweede versie (1986)
De AVRO zond de tweede uit op woensdag 28 mei 1986. De regisseur was Hans Karsenbarg. De uitzending duurde 56 minuten.
- Wim de Haas (de verteller)
- Paul Röttger (Charlie)
- Elsje Scherjon (Edith)
- Wim Kouwenhoven (McAndrew)
- Sigrid Koetse (mevrouw McAndrew)
- Marijke Merckens (juffrouw Ogilvie)
- Peter Aryans (Redwell)
- Sacco van der Made (Popescu)
- Olaf Wijnants (Clarence)

## Inhoud
Eerst staat de wereld van de tienjarige Charlie - met de dromen over zeeheldendom, gevechten met indianen en robinsonaden, met de vriendschap voor de oude meneer Popescu en het lieve gedweep met de jonge onderwijzeres - duidelijk naast de wereld van de volwassenen. Maar deze laatste schuift zich steeds meer in het bewustzijn van de jongen. Hij kijkt vol schrik naar de "naaktheid" van de mensen die hem op het strand omringen. Daarmee is de jeugd voorbij. In de plaats van de onschuldige wereld van veelvuldige bonte dromen is de wereld van de volwassenen gekomen, in wier gedachten schijnbaar slechts één ding telt: de bevrediging der driften. Weliswaar neemt de slaap voor deze keer de herinnering van de knaap aan de belevenis van die dag weg, maar we weten dat de volwassenen met hun gedachteloosheid iets zeer kostbaars voor immer stukgemaakt hebben…